# Ceratophysella tuberculata
Ceratophysella tuberculata är en urinsektsart som beskrevs av Cassagnau 1959. Ceratophysella tuberculata ingår i släktet Ceratophysella och familjen Hypogastruridae. Inga underarter finns listade i Catalogue of Life.